# Harvey Villela
Harvey Villela (ur. 5 sierpnia 1898 w Rio de Janeiro, zm. w 1974 tamże) – brazylijski strzelec sportowy, uczestnik Letnich Igrzyskach Olimpijskich 1936 w Berlinie i Letnich Igrzyskach Olimpijskich 1952 w Helsinkach.
Podczas zawodów strzeleckich igrzysk w Berlinie uplasował się na 25. miejscu w pistolecie na 50 m, zdobywając 515 punktów (w kolejnych rundach: 82, 84, 87, 87, 85 i 90). Miał wówczas 37 lat.
Podczas zawodów strzeleckich igrzysk w Helsinkach wziął udział w dwóch konkurencjach: karabin małokalibrowy leżąc 50 m (gdzie zajął 48. miejsce – 385 punktów) i w karabinie małokalibrowym 50 m w trzech pozycjach (32. miejsce, 1113 punktów). Był w wieku 53 lat.